# Kamienica przy ulicy Jana Zamoyskiego 23 w Krakowie
Kamienica przy ulicy Jana Zamoyskiego 23 – zabytkowa kamienica znajdująca się w Krakowie, w dzielnicy XIII przy ulicy Jana Zamoyskiego, w Podgórzu.
Kamienica wzniesiona w 1890 roku, według projektu architekta Stanisława Serkowskiego.
Kamienica została wpisana do gminnej ewidencji zabytków. Znajduje się na obszarze Podgórza, którego układ urbanistyczny został wpisany 26 października 1981 do rejestru zabytków.